# Федосіха (Новосибірська область)
Федосіха (рос. Федосиха) — село у Коченевському районі Новосибірської області Російської Федерації.
Входить до складу муніципального утворення Федосіхінська сільрада. Населення становить 672 особи (2010).

## Історія
Згідно із законом від 2 червня 2004 року органом місцевого самоврядування є Федосіхінська сільрада.

## Населення
| 2002 | 2007 | 2010 |
| ---- | ---- | ---- |
| 742  | ↘736 | ↘672 |